# 妙高サービスエリア

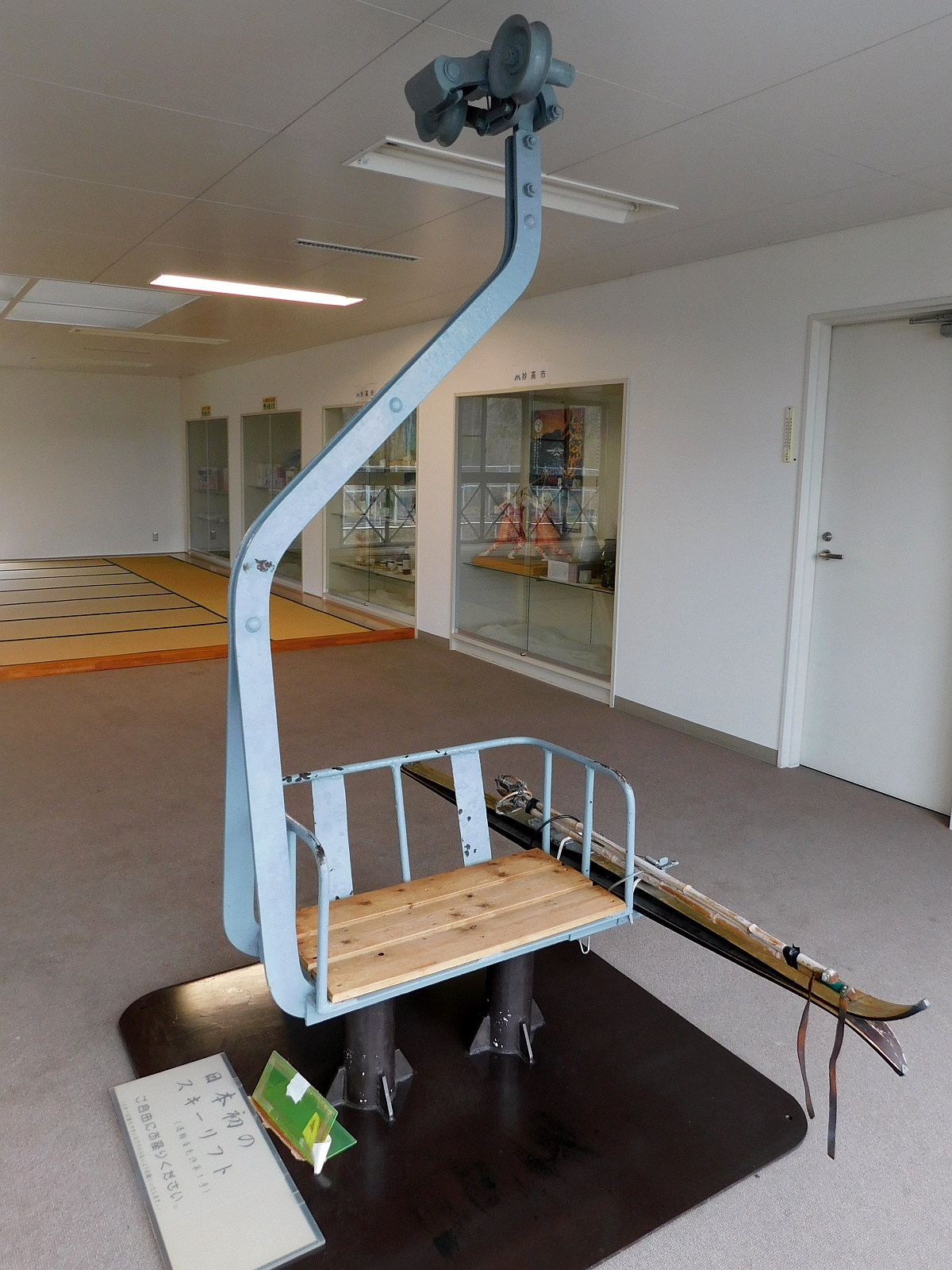
下り線休憩施設に展示されている日本最初のリフト

妙高サービスエリア（みょうこうサービスエリア）は、新潟県妙高市にある上信越自動車道のサービスエリアである。
上信越自動車道全線開通時に開設された。
かつては下り線にガソリンスタンド（新日本石油）があったが、2007年2月28日に営業を終了した。
駐車場の規模が小さいこともあり、現在では一般的なPA並の施設となっている。

## 施設

### 上り線（長野・藤岡方面）
- 駐車場
  - 大型 17台
  - 小型 26台
- トイレ
  - 男性 大4（和式1・洋式3）・小8
  - 女性 15（和式3・洋式12）
    - 同伴の男児用 1

  - 車椅子用 1
- バス停留所
- 給電スタンド（24時間）
- スナック（高崎弁当（たかべん）、7:00-20:00）
- ショッピング（たかべん、7:00-20:00）
- 自動販売機
- ハイウェイ情報ターミナル
- エリアスタンプはスキー発祥の地である。

### 下り線（上越方面）
- 駐車場
  - 大型 20台
  - 小型 26台
- トイレ
  - 男性 大4（和式1・洋式3）・小8
  - 女性 15（和式3・洋式12）
    - 同伴の男児用 1

  - 車椅子用 1
- バス停留所
- 給電スタンド（24時間）
- スナック（シダックスフードサービス、7:00-20:00）
- ショッピング（シダックスフードサービス、7:00-20:00）
- 自動販売機
- ハイウェイ情報ターミナル
- エリアスタンプはいもり池と水芭蕉である。

## 隣
E18 上信越自動車道
(18)妙高高原IC - 妙高SA - (19)中郷IC